# گسترش داروهای کووید ۱۹

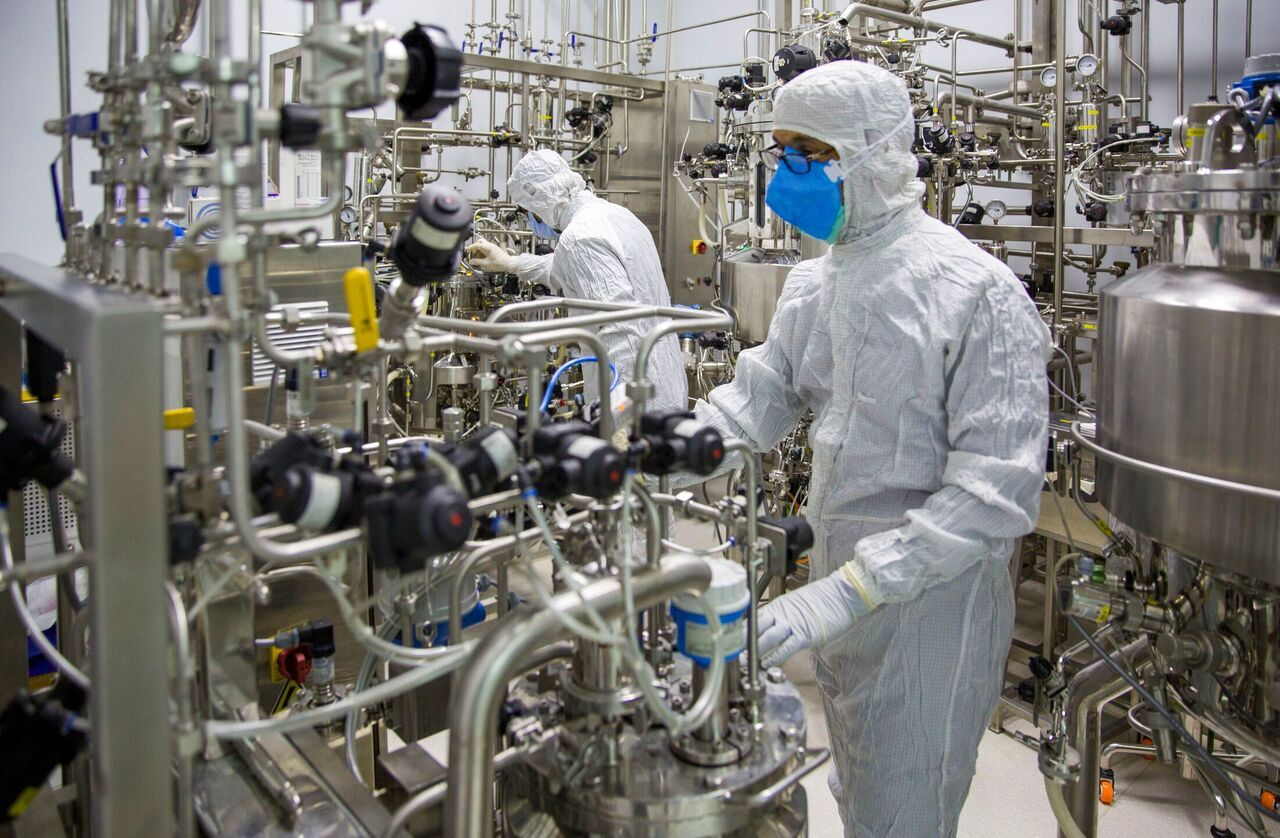
تولید واکسن کوویدایران برکت

گسترش داروهای کووید ۱۹ یک فرایند تحقیقاتی برای توسعه داروهای تجویزی پیشگیرانه است که می‌تواند از شدت بیماری کروناویروس ۲۰۱۹ بکاهد. از اوایل سال ۲۰۲۰ تا ۲۰۲۱، صدها شرکت دارویی و بیوتکنولوژی، گروه‌های تحقیقاتی دانشگاهی و سازمانهای بهداشتی در مراحل مختلف تحقیقات پیش بالینی یا بالینی داروهای درمانی بیماری کووید ۱۹ را توسعه می‌دادند.
در مارس ۲۰۲۰، سازمان بهداشت جهانی (WHO) , آژانس دارویی اروپا (EMA) , سازمان غذا و دارو ایالات متحده (FDA) , و دولت چین و تولیدکنندگان دارو برای سرعت بخشیدن به توسعه واکسن‌ها، داروهای ضد ویروسی و درمان‌های پس از ان با محققان دانشگاهی و صنعتی هماهنگ بودند.
در مارس ۲۰۲۰، WHO «آزمایش یکپارچگی» را در ۱۰ کشور آغاز کرد و هزاران نفر را که به این بیماری آلوده بودند ثبت نام کرد تا اثرات درمانی چهار ترکیب ضد ویروسی موجود را با بیشترین اثربخشی ارزیابی کنند. یک بررسی سیستماتیک و پویا در آوریل ۲۰۲۰ برای ردیابی پیشرفت آزمایش‌ها بالینی ثبت شده برای واکسن کووید ۱۹ و نامزدهای داروهای درمانی ایجاد شد.
توسعه دارو یک فرایند چند مرحله ای است که به‌طور معمول برای آن بیش از ۵ سال زمان نیاز است تا از ایمنی و کارایی ترکیب جدید اطمینان حاصل شود. چندین آژانس نظارتی ملی، مانند EMA و FDA، روش‌هایی را برای تسریع آزمایش بالینی تأیید کردند. تا ژوئن ۲۰۲۱، ده‌ها درمان بالقوه پس از عفونت در مرحله نهایی آزمایش انسانی قرار داشت -آزمایش‌ها بالینی فاز III-IV.